# میچوال اوماها
میچوال اوماها (انگلیسی: Mutual of Omaha) شرکت بیمه آمریکایی است، که در سال ۱۹۰۹ تأسیس شد.